# 馬喬莉·梅里韋瑟·波斯特
馬喬莉·梅里韋瑟·波斯特（Marjorie Merriweather Post，1887年3月15日—1973年9月12日），美國女商人、慈善家、社交名流、收藏家。為通用食品公司的所有者，也是海湖莊園的第一位主人。

## 生平
她的父親為企業家查爾斯·威廉·波斯特，1914年父親去世後，年僅27歲的馬喬莉成為了1895年成立的快速發展的波斯特穀物公司（1929年更名為通用食品公司）的所有者。她隨後以2.5億美元的淨資產成為當時美國最富有的女性。